# Canillas de Esgueva
Canillas de Esgueva ist ein Ort und eine Gemeinde mit nur noch 73 Einwohnern (Stand: 2024) in der Provinz Valladolid in der Region Kastilien-León in Spanien.

## Lage
Der Ort Canillas de Esgueva liegt in der Iberischen Meseta auf dem Südufer des Río Esgueva knapp 60 km (Fahrtstrecke) östlich von Valladolid bzw. gut 21 km nördlich der sehenswerten Kleinstadt Peñafiel in einer Höhe von ca. 795 m. Das Klima im Winter ist kalt, im Sommer dagegen warm bis heiß; der spärliche Regen (ca. 450 mm/Jahr) fällt übers Jahr verteilt.

## Bevölkerungsentwicklung
| Jahr      | 1857 | 1900 | 1950 | 2000 | 2017 |
| Einwohner | 465  | 516  | 527  | 131  | 75   |

Der deutliche Bevölkerungsrückgang seit der Mitte des 20. Jahrhunderts ist im Wesentlichen auf die Mechanisierung der Landwirtschaft, den daraus resultierenden Mangel an Arbeitsplätzen und die Abwanderung vieler Familien in die größeren Städte zurückzuführen (Landflucht).

## Wirtschaft
Die Einwohner lebten jahrhundertelang hauptsächlich als Selbstversorger von der Landwirtschaft, zu der auch ein wenig Viehzucht (Schafe, Ziegen, Hühner) und in geringem Umfang auch der Weinbau gehörte. Erwirtschaftete Überschüsse konnten wegen der großen Entfernungen zu den städtischen Märkten nur schwer verkauft werden.

## Geschichte
Im 8. Jahrhundert wurde das Gebiet von den Mauren erobert, doch bereits im frühen 10. Jahrhundert eroberten asturisch-leonesische Heere die Gebiete nördlich des Duero zurück (reconquista). Ende des 10. Jahrhunderts machte der maurische Heerführer Almansor die christlichen Erfolge vorübergehend wieder zunichte. Im 11. Jahrhundert dehnte das Königreich León sein Herrschaftsgebiet erneut bis zur Duero-Grenze aus. Nach vorangegangenen Fehlversuchen vereinigte sich León im Jahr 1230 endgültig mit dem aufstrebenden Königreich Kastilien.

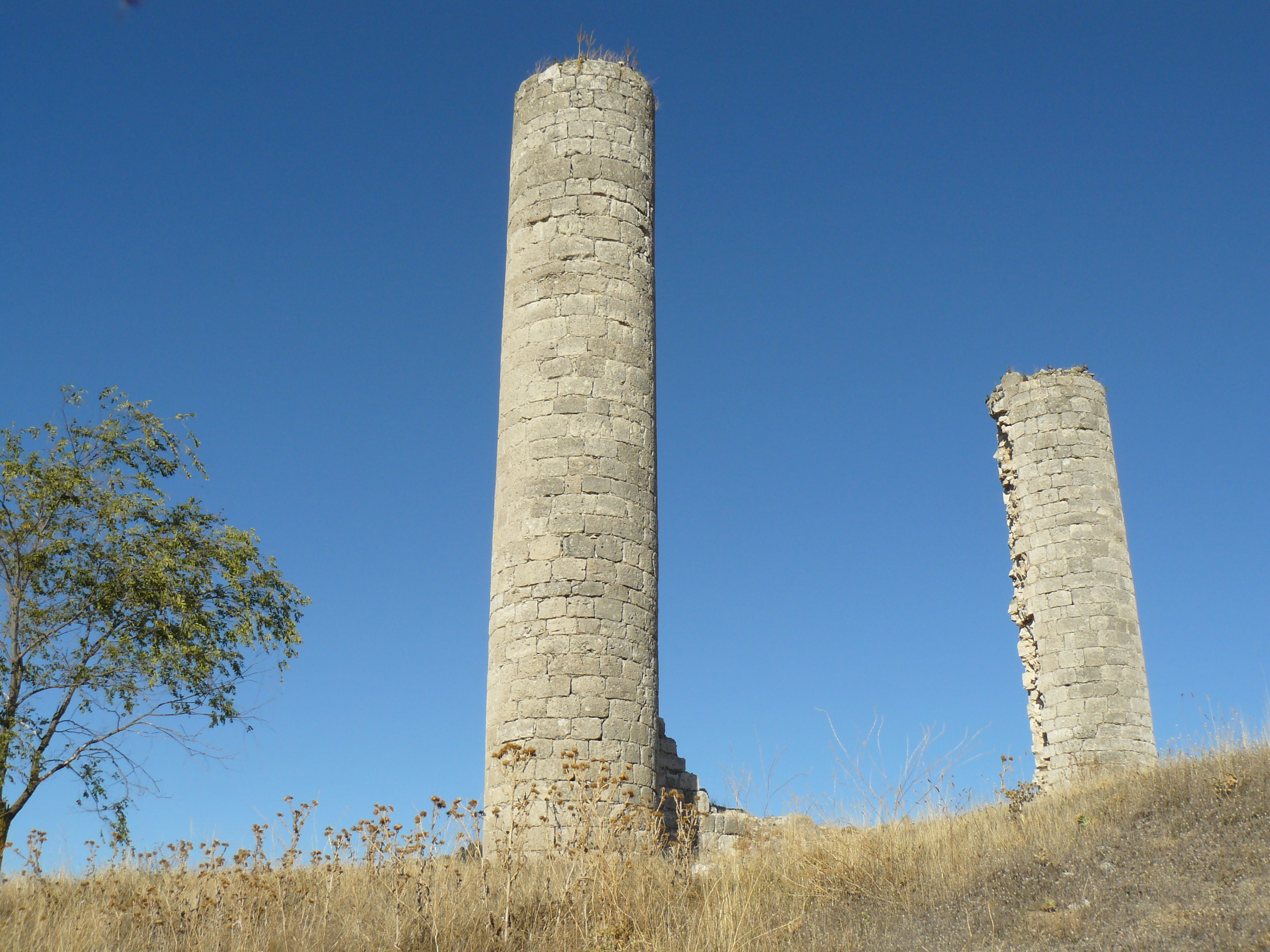
Canillas de Esgueva – Burgruine

## Sehenswürdigkeiten
- Von der bereits im 11. Jahrhundert zur Verteidigung der Region gegen kastilische Gebietsansprüche erbauten örtlichen Burg (castillo) ist nichts mehr erhalten. Die beiden noch sichtbaren runden Ecktürme gehören zu einer Umbaumaßnahme der Zeit um 1500. Große Teile der spätmittelalterlichen Burg standen noch bis weit ins 20. Jahrhundert; im Jahr 1970 wurde das meiste jedoch zerstört.[4]
- Die Bausubstanz der örtlichen Pfarrkirche San Miguel Arcángel ist in weiten Teilen noch romanisch. Der – anders als die Kirche – aus exakt behauenen Steinen errichtete und mit einer umlaufenden Brüstung versehene Glockenturm (campanario) und das Stichkappengewölbe des Kirchenschiffs (nave) wurden jedoch im 17. und 18. Jahrhundert erneuert.